# J. Harold Grady
Joseph Harold Grady (* 27. Februar 1917 in Williamsport, Pennsylvania; † 9. Januar 2002 in Timonium, Maryland) war ein US-amerikanischer Richter und Politiker der Demokratischen Partei, der drei Jahre Bürgermeister von Baltimore sowie langjähriger Richter am State Court von Maryland war.

## Leben
Grady wurde 1955 zum Staatsanwalt (Prosecutor) von Baltimore ernannt und 1958 in dieses Amt wiedergewählt. Anschließend wurde er aufgefordert 1959 für das Amt des Bürgermeisters von Baltimore zu kandidieren. In diesem Jahr errang er auf der Welle eines politischen Wandels einen Sieg gegen den amtierenden langjährigen Bürgermeister Thomas D’Alesandro, Jr. bei der heiß umkämpften Vorwahl (Primary) der Demokratischen Partei.
Anschließend gewann er bei den allgemeinen Bürgermeisterwahlen gegen Theodore McKeldin, einen ehemaligen republikanischen Bürgermeister Baltimores und bisherigen Gouverneurs von Maryland. Die Wahl von Grady, der von Irv Kovens unterstützt wurde, hatte auch historische Konsequenzen. Es markierte das Ende des Einflusses von James H. „Jack“ Pollack auf den politischen Apparat der Stadt, und den Aufstieg von Irv Kovens zum „Königsmacher“. Nachdem Grady und seine Gefolgsleute Philip H. Goodman und R. Walter Graham, Jr. – die im Volksmund als die „Drei G für eine gute Regierung“ (‚Three Gs for Good Government‘) bekannt wurden – gewählt waren, weckten diese den Anschein, dass sie eine einige Mannschaft sind. 
Noch vor dem Ablauf des ersten Jahres von Gradys Amtszeit wurde aber offenkundig, dass sie nicht zusammenarbeiteten. Goodman, der Vorsitzende des Stadtrates, und Graham, der Auditor, kritisierten, dass Grady sich nicht mit ihnen bei wichtigen Angelegenheiten absprach, und übten zunehmend Kritik an der Stadtverwaltung. Die finanziellen Probleme der Stadt brachten Grady in Bedrängnis: Um Haushaltsmittel zu sparen, schloss er öffentliche Bäder und legte die Parkpolizei mit der allgemeinen Polizei Baltimores, dem Baltimore Police Department, zusammen. Weiterhin beschleunigte er die Verfahren beim Verkauf öffentlicher Grundstücke sowie den Bau des Jones Falls Expressway und des Baltimore Civic Center, der späteren Baltimore Arena. 1962 trat Grady nach nur dreijähriger Amtszeit als Bürgermeister zurück und wurde durch seine parteiinternen Rivalen Philip H. Goodman abgelöst.
Im Anschluss wurde Grady, der auch Mitglied der Kolumbusritter war, zum Richter am Maryland County Court (Supreme Bench of Baltimore City) ernannt und war dort bis 1984 tätig, wobei er zuletzt von 1980 bis 1984 als Präsident des Gerichts (Chief Judge) amtierte.